# Trochosa sericea
Trochosa sericea är en spindelart som först beskrevs av Simon 1898.  Trochosa sericea ingår i släktet Trochosa och familjen vargspindlar. Inga underarter finns listade i Catalogue of Life.